# Campionato Italiano Football Americano Femminile 2021
La stagione 2021 del Campionato CIFAF, è l'8ª edizione del campionato di Football Americano femminile organizzato sotto l'egida della FIDAF.
Al campionato partecipano 4 squadre.

## Squadre partecipanti
| Club              | Città   | Stadio | Sponsor ufficiale | Risultato nella stagione 2019 |
| ----------------- | ------- | ------ | ----------------- | ----------------------------- |
| Arciere Asti      | Asti    |        |                   |                               |
| Pirates Savona    | Savona  |        |                   |                               |
| Sirene Milano     | Milano  |        |                   |                               |
| Underdogs Bologna | Bologna |        |                   |                               |

## Stagione regolare

### Calendario

#### 1ª giornata
| Arbitri: | Garlaschi Buondonno Minasso Ventura |

| |           | |
| Adami 14':05" Q1 (TD) 13yd run Adami Q1 (tpc) rush dell'Orto 7':00" Q1 (TD) 49yd run dell'Orto 4':00" Q1 (TD) 18yd run Jirjena 16':20" Q2 (TD) 61yd pass from Fanella Adami Q2 (tpc) rush | Marcatori | C. Mancini 14':05" Q1 (TD) 75yd run Mingozzi 1':40" Q2 (TD) 12yd pass from Alberighi Q2 (tpc) rush |

| Arbitri: | A. Pagani A. Loggia M. Musoni C. Arnone |

|                                                                       |           |  |
| Ki N. Goncalves 1':46" Q2 (TD) 2yd run F. Giuso Delalba Q4 (tpc) rush | Marcatori |  |

#### 2ª giornata
| Arbitri: | D. Gilardi M. Breglia V. Pierotti V. Maraventano |

|                                                         |           | |
| M. Monni 9':54" Q1 (TD) 72yd pass from F. Giuso Delalba | Marcatori | Adami 13':04" Q1 (TD) 10yd run Adami Q1 (tpc) rush Jirjena 7':10" Q1 (TD) 53yd run Jirjena Q1 (tpc) pass from Fanella Jirjena 1':18" Q1 (TD) 85yd pass from Fanella Adami 17':50" Q2 (TD) 69yd run Adami Q2 (tpc) rush dell'Orto 14':03" Q2 (TD) 5yd run Jirjena 5':41" Q2 (TD) 17yd interception return Jirjena 1':00" Q2 (TD) 81yd run Carminati :0" Q2 (tpc) rush |

| Arbitri: | P. Moglia A. Loggia M. Cassiani M. Avagnina |

|  |           | |
|  | Marcatori | G. Nicolini 5':48" Q1 (TD) 57yd pass from Alberighi Mingozzi Q1 (tpc) rush Mingozzi 1':57" Q1 (TD) 6yd run Mingozzi Q1 (tpc) rush A. Imbarrato 17':33" Q2 (TD) 30yd pass from Alberighi |

#### 3ª giornata
| Arbitri: | M. Avagnina M. Breglia V. Pierotti Corti |

| |           |  |
| Jirjena 17':51" Q1 (TD) 7yd pass from Fanella P. Aceti 11':47" Q1 (TD) 10yd run Adami 4':59" Q1 (TD) 40yd run Adami Q1 (tpc) rush dell'Orto 2':38" Q1 (TD) 45yd run dell'Orto Q1 (tpc) rush P. Aceti 0':27" Q1 (TD) 20yd run P. Aceti Q1 (tpc) rush Fanella 17':14" Q2 (TD) 50yd run Jirjena Q2 (tpc) rush Jirjena 16':28" Q2 (TD) 26yd interception return G. Ferrario 8':53" Q2 (TD) 11yd run A. Secchi Q2 (tpc) rush Jirjena 3':43" Q2 (TD) 46yd interception return A. Secchi Q2 (tpc) rush | Marcatori |  |

| Arbitri: | Tomaz M. di Cecio A. Tognoni L. Cian |

| |           |  |
| C. Mancini 0':57" Q1 (saf) tackle on the 0yd C. Mancini 16':58" Q2 (TD) 27yd run Alberighi Q2 (tpc) rush C. Mancini 5':35" Q2 (TD) 35yd run Alberighi Q2 (tpc) rush | Marcatori |  |

#### 4ª giornata
| Asti 9 gennaio 2022, ore 14:00 | Arciere Asti | 0 – 8 (a tavolino) referto | Pirates Savona | Cittadella del Rugby |

#### Recuperi 1
| Arbitri: | Tomaz Sala L. Cian L. Scivales |

|                                                              |           |                                                                     |
| Zocca 0':15" Q1 (TD) 2yd run Mingozzi 5':20" Q2 (TD) 3yd run | Marcatori | Jirjena 8':50" Q2 (TD) 40yd pass from Fanella Jirjena Q2 (tpc) rush |

### Classifica
La classifica della regular season è la seguente:
- PCT = percentuale di vittorie, G = partite giocate, V = partite vinte, N = partite pareggiate, P = partite perse, PF = punti fatti, PS = punti subiti
- La qualificazione alle semifinali è indicata in verde

| Pos. | Team              | %V   | G | V | N | P | PF  | PS  |
| ---- | ----------------- | ---- | - | - | - | - | --- | --- |
| 1    | Sirene Milano     | .750 | 4 | 3 | 0 | 1 | 152 | 32  |
| 2    | Underdogs Bologna | .750 | 4 | 3 | 0 | 1 | 66  | 36  |
| 3    | Pirates Savona    | .500 | 4 | 2 | 0 | 2 | 22  | 68  |
| 4    | Arciere Asti      | .000 | 4 | 0 | 0 | 4 | 0   | 104 |

## VIII Rose Bowl Italia
| Arbitri: | I. Conti G. Ventura L. Cian M. Musoni V. Pierotti |

| |           |  |
| dell'Orto 8':23" Q1 (TD) 22yd pass from Fanella Adami Q1 (tpc) rush A. Vannozzi 4':38" Q2 (TD) 2yd run A. Vannozzi Q3 (tpc) rush | Marcatori |  |

## Marcatrici
| Giocatrice       | Sq.               | TD rush | TD recv | TD int | TD p.ret | TD k.ret | TD oth | Xp1 | Xp2 | FG  | Saf | Totale |
| ---------------- | ----------------- | ------- | ------- | ------ | -------- | -------- | ------ | --- | --- | --- | --- | ------ |
| Jirjena          | Sirene Milano     | 2       | 4       | 3      | 0        | 0        | 0      | 0   | 3   | 0   | 0   | 60     |
| Adami            | Sirene Milano     | 4+0     | 0+0     | 0+0    | 0+0      | 0+0      | 0+0    | 0+0 | 5+1 | 0+0 | 0+0 | 36     |
| dell'Orto        | Sirene Milano     | 4+0     | 0+1     | 0+0    | 0+0      | 0+0      | 0+0    | 0+0 | 1+0 | 0+0 | 0+0 | 32     |
| Mingozzi         | Underdogs Bologna | 2       | 1       | 0      | 0        | 0        | 0      | 0   | 2   | 0   | 0   | 22     |
| C. Mancini       | Underdogs Bologna | 3       | 0       | 0      | 0        | 0        | 0      | 0   | 0   | 0   | 1   | 20     |
| P. Aceti         | Sirene Milano     | 2       | 0       | 0      | 0        | 0        | 0      | 0   | 1   | 0   | 0   | 14     |
| A. Vannozzi      | Sirene Milano     | 0+1     | 0+0     | 0+0    | 0+0      | 0+0      | 0+0    | 0+0 | 0+1 | 0+0 | 0+0 | 8      |
| Alberighi        | Underdogs Bologna | 0       | 0       | 0      | 0        | 0        | 0      | 0   | 3   | 0   | 0   | 6      |
| Fanella          | Sirene Milano     | 0       | 1       | 0      | 0        | 0        | 0      | 0   | 0   | 0   | 0   | 6      |
| G. Ferrario      | Sirene Milano     | 1       | 0       | 0      | 0        | 0        | 0      | 0   | 0   | 0   | 0   | 6      |
| Ki N. Goncalves  | Pirates Savona    | 1       | 0       | 0      | 0        | 0        | 0      | 0   | 0   | 0   | 0   | 6      |
| A. Imbarrato     | Underdogs Bologna | 0       | 1       | 0      | 0        | 0        | 0      | 0   | 0   | 0   | 0   | 6      |
| M. Monni         | Pirates Savona    | 0       | 1       | 0      | 0        | 0        | 0      | 0   | 0   | 0   | 0   | 6      |
| G. Nicolini      | Underdogs Bologna | 0       | 1       | 0      | 0        | 0        | 0      | 0   | 0   | 0   | 0   | 6      |
| Zocca            | Underdogs Bologna | 1       | 3       | 0      | 0        | 0        | 0      | 0   | 0   | 0   | 0   | 6      |
| A. Secchi        | Sirene Milano     | 0       | 0       | 0      | 0        | 0        | 0      | 0   | 2   | 0   | 0   | 4      |
| Carminati        | Sirene Milano     | 0       | 0       | 0      | 0        | 0        | 0      | 0   | 1   | 0   | 0   | 2      |
| F. Giuso Delalba | Pirates Savona    | 0       | 0       | 0      | 0        | 0        | 0      | 0   | 1   | 0   | 0   | 2      |

- Miglior marcatrice della stagione regolare: Jirjena ( Sirene Milano), 60
- Miglior marcatrice dei playoff: A. Vannozzi ( Sirene Milano), 8
- Miglior marcatrice della stagione: Jirjena ( Sirene Milano), 60

## Passer rating
La classifica tiene in considerazione soltanto le quarterback con almeno 10 lanci effettuati.
| Giocatrice       | Sq.               | G   | Att   | Comp | Int | Yds    | TD  | NFL    | NCAA   |
| ---------------- | ----------------- | --- | ----- | ---- | --- | ------ | --- | ------ | ------ |
| Fanella          | Sirene Milano     | 4+1 | 17+6  | 10+4 | 1+0 | 271+47 | 1+1 | 115,76 | 197,01 |
| F. Giuso Delalba | Pirates Savona    | 2   | 13    | 5    | 1   | 94     | 1   | 57,85  | 109,20 |
| Zocca            | Underdogs Bologna | 1+1 | 11+2  | 6+0  | 0+0 | 78+0   | 0+0 | 65,54  | 95,55  |
| Alberighi        | Underdogs Bologna | 3+1 | 33+12 | 8+3  | 0+1 | 138+17 | 3+0 | 54,40  | 70,93  |
| S. d'Antimi      | Pirates Savona    | 3   | 33    | 6    | 2   | 23     | 0   | 14,33  | 11,92  |
| C. Pescatori     | Arciere Asti      | 3   | 41    | 9    | 6   | 40     | 0   | 0,00   | 0,88   |

- Miglior QB della stagione regolare: Fanella ( Sirene Milano), 200,38
- Miglior QB dei playoff: Alberighi ( Underdogs Bologna), 20,23
- Miglior QB della stagione: Fanella ( Sirene Milano), 197,01